# Lyu Fan
Lyu Fan (chino: 吕凡; nacido en noviembre de 1956) es un diplomático chino que fue embajador de China en Chile de 2009 a 2012, y embajador de China en Andorra y España de 2014 a 2019.

## Biografía
Lyu nació en Heilongjiang, en noviembre de 1956. Ingresó en el servicio exterior en 1979 y ha prestado sus servicios principalmente en España. En diciembre de 2009, fue nombrado para sustituir a Liu Yuqin como embajador de China en Chile. En diciembre de 2014, el mandatario chino Xi Jinping le nombró embajador de China en Andorra y España, cargos que ocupó desde 2014 hasta 2019.

## Embajador en España
En marzo de 2016 visitó la comunidad del País Vasco para establecer relaciones con el parque tecnológico de Amurrio entre otras. Actualmente 170 empresas vascas tienen representación en China. Por ejemplo, en Shanghái tiene sede Gamesa. También en este mes de marzo del 2016 visitó la comunidad autónoma de La Rioja (España) donde conoció la elaboración del Vino Rioja y diversas empresas locales que tienen relaciones comerciales con China.
En noviembre de 2017 fue nombrado académico de honor de la Academia de la Diplomacia.
Durante su actividad como embajador de China en España escribió números artículos en medios de comunicación, como el publicado en 2016 en el periódico El País. Participó en congresos y conferencias como la que impartió en febrero de 2017 en la Universidad de Navarra.
En marzo de 2018 visitó Aragón durante la celebración del congreso Aragón y el mercado asiático.

## Vida personal
Lyu está casado y tiene un hijo.